# Британская Корона

Корона Тюдоров, представляющая Британскую Корону

Коро́на (англ. The Crown) — термин, используемый в Соединённом Королевстве, а также в  других Королевствах Содружества, для обозначения высшей государственной власти во всех её аспектах, а также, в более узком смысле, — института монарха как главы государства. Понятие «британская корона», в силу как исторических обстоятельств (см. Британская империя), так и требований международной правовой унификации, отождествляется с институтом государственного суверенитета в 15 существующих конституционных монархиях Содружества наций, в каждой из которых Корона есть отдельное юридическое лицо, отличное от монархии Великобритании.

## Правовое понятие Короны

### Принцип «корпоративности»
В системе общего права понятие «Корона» представляет правовой казус, заключённый в особом типе корпорации — единоличной корпорации (англ. Corporation sole), обладающей (в соответствии с нормами неписаной конституции) властными государственными полномочиями (прерогативами), — которая, с одной стороны, принадлежит физическому лицу (действующему лицу, монарху), но и, одновременно с этим, имеет непрерывное и постоянно-существующее юридическое лицо отдельно от него. Таким образом, отнесение в конституционном и общем праве к таким понятиям, как «Король», «Королева», «Суверен», «Его, — или — Её Величество», равнозначно и синонимично, и принадлежит одному и тому же юридическому лицу на продолжении всего времени его существования в правовой сфере той или иной юрисдикции. В случае смерти монарха (физического лица) и смены царствования, Корона в лице Тайного совета продолжает непрерывное управление государством, обеспечивая преемственность верховной власти в стране или странах, разделяющих монарха между собой (в случае династической или личной унии).

### Территориальная «делимость» суверенитета Короны
После принятия Декларации Бальфура в 1926 году и последовавшего за ней оформления новых принципов делимости Британского суверена в Вестминстерском статуте 1931 года, все доминионы и колонии Великобритании, сохранившие монархический строй, были наделены собственным государственным суверенитетом, воплощённым в Короне каждой из отдельных стран.

Королева является оной как в Новом Южном Уэльсе, так и на Маврикии, а также во всех других территориях, признающих её как главу государства, каковой она и является как в Англии и Уэльсе, Шотландии, Северной Ирландии или в Соединённом королевстве.— Лорд Бинэм Корнуэльский (Палата лордов, судебное решение Regina v. Secretary of State for Foreign and Commonwealth Affairs ex parte Quark Fishing Limited, 2005)
В соответствии с судебной практикой общего права, суверенитет Короны является делимым в территориально-административном плане и осуществляется в соответствии с законами каждой данной юрисдикции. Как государственно-правовой термин Корона отождествляет собой суверенитет исполнительной, законодательной и судебной властей в лице монархий каждого из королевств, стран, доминионов и территорий Содружества. Таким образом, например, суверенитет и властные правомочия Короля Канады юридически отделены от Британской монархии, вне зависимости от того, находились ли или находятся их соответствующие государства в личном союзе монархов в лице Карла III или нет.

## Корона Англии / Соединённого Королевства Великобритании и Ирландии

Деталь Британского королевского герба

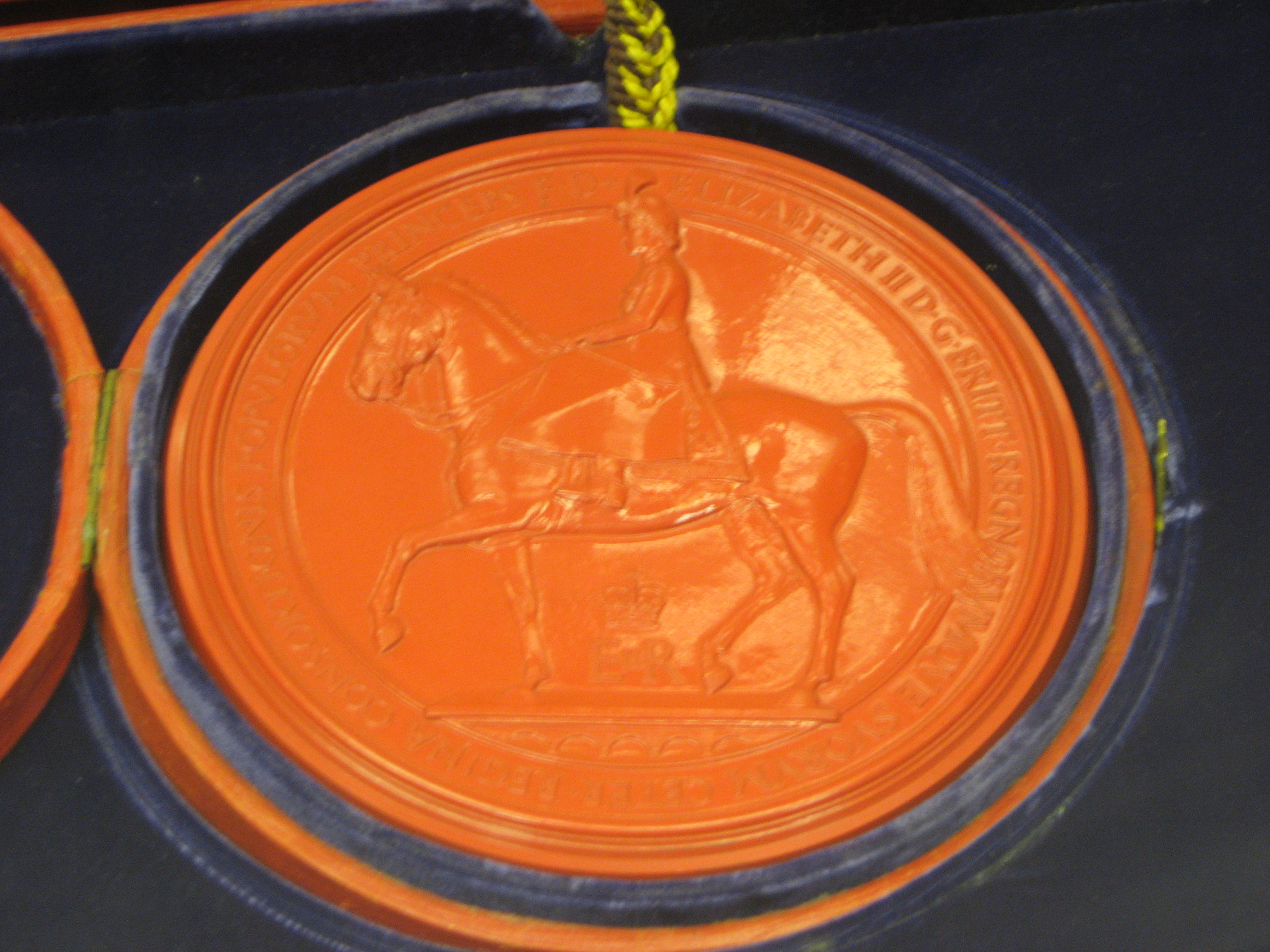
Большая печать Елизаветы II, 1953 г.

Становление института Короны как главы государственной исполнительной власти в Англии, а затем и в Соединенном Королевстве, происходило в течение нескольких веков, что хорошо отражено в элементах королевского герба как одного из символов государства. Адаптирование этого института к различным историческим обстоятельствам (см., например, Славная революция), развитие прецедентного права и отсутствие писаной конституции, наложили определённый отпечаток на многогранность правового регулирования верховенства власти в стране, а также на двойственную природу суверенитета, возникшую с момента заключения Договора об Унии с Королевством Шотландия в 1706 году. Таким образом, суверенитет власти в Великобритании осуществляется не через разделение властей, а согласно унифицированному принципу «Короны-в-Парламенте» (англ. Queen/King-in-Parliament). Сегодня Корона является неотъемлемой частью института Парламента Великобритании, при этом сохраняя целый набор фактически неограниченных законом королевских прерогатив, находящихся в исключительном ведении правительства. Несмотря на это, законность применения прерогатив верховной исполнительной власти успешно регулируется судебными системами в разных юрисдикциях Великобритании.
Вплоть до принятия в 1926 году Декларации Бальфура, власть в доминионах и колониях, находившихся под управлением британской короны, считалась неделимой, что отражало имперский характер централизованного государства. Доктрина абсолютного суверенитета парламента также оставалась нерушимой вплоть до вступления Великобритании в Европейский Союз в 1973 году, когда Европейский Суд стал последней юридической инстанцией в стране, интегрировавшей законодательство ЕС во внутреннюю систему права. Однако, даже выход Великобритании из ЕС не смог исправить положения с проблемой разделения властей на высшем государственном уровне. Ситуация также усложняется тем фактом, что Англия до сих пор не имеет собственных полноценных государственных органов власти, наравне с автономными органами власти Шотландии, Уэльса и Северной Ирландии. В дополнение к этой ситуации, в соответствии с Белфастским международным договором 1998 года, все вопросы государственной важности, не входящие в компетенцию Ассамблеи Северной Ирландии, решаются путём консенсуса совместно с правительством республики Ирландия. Северная Ирландия, при этом, остается под суверенитетом Короны Англии в соответствии с продолжающим действовать Акте о Короне Ирландии, принятом Парламентом Королевства Ирландия в 1542г.. В сугубо экономическом же плане, в соответствии с особым протоколом к международному договору между Великобританией и ЕС от 2019 года, Северная Ирландия остаётся в торговом и правовом пространстве ЕС, что означаеет верховенство права ЕС и юрисдикции Европейского Суда на её территории в сфере торговли, энергетики, прав потребителей и т. д..

## Корона Канады

Большая печать Канады

Знак генерал-губернатора Канады

В соответствии с правом Канады Корона является юридическим лицом, отличным от физического лица — суверена (но воплощённая в нём), и представляет собой центральный и постоянный институт политической системы Канады. Данный институт верховной власти в стране считается персонализированным юридическим лицом (англ. Corporation sole). Корона может быть определена как институт, наделённый всеми правами и полномочиями, которыми обладает и которые осуществляет суверен посредством коллективных или индивидуальных действий его министров или государственных служащих. С момента своего основания в 1867 году Канада является федеративной монархией, в которой правовой статус Короны централизован во всех провинциях и на федеральном уровне, распределяя суверенитет между ними в равном объёме (посредством существования 11 равнозначных Корон, объединённых в одно федеральное правительство).
Как федеральное правительство, так и провинциальные правительства Канады на основе специального законодательного акта могут создавать коронные (государственные, публичные) корпорации для решения различных государственных нужд и политических задач (развитие, управление имуществом и т. п.). При этом, созданные коронные корпорации обладают привилегиями и иммунитетом создавшего их государственной власти (Короны) и действуют в качестве его агента на основе патентных грамот.

## Корона Австралии

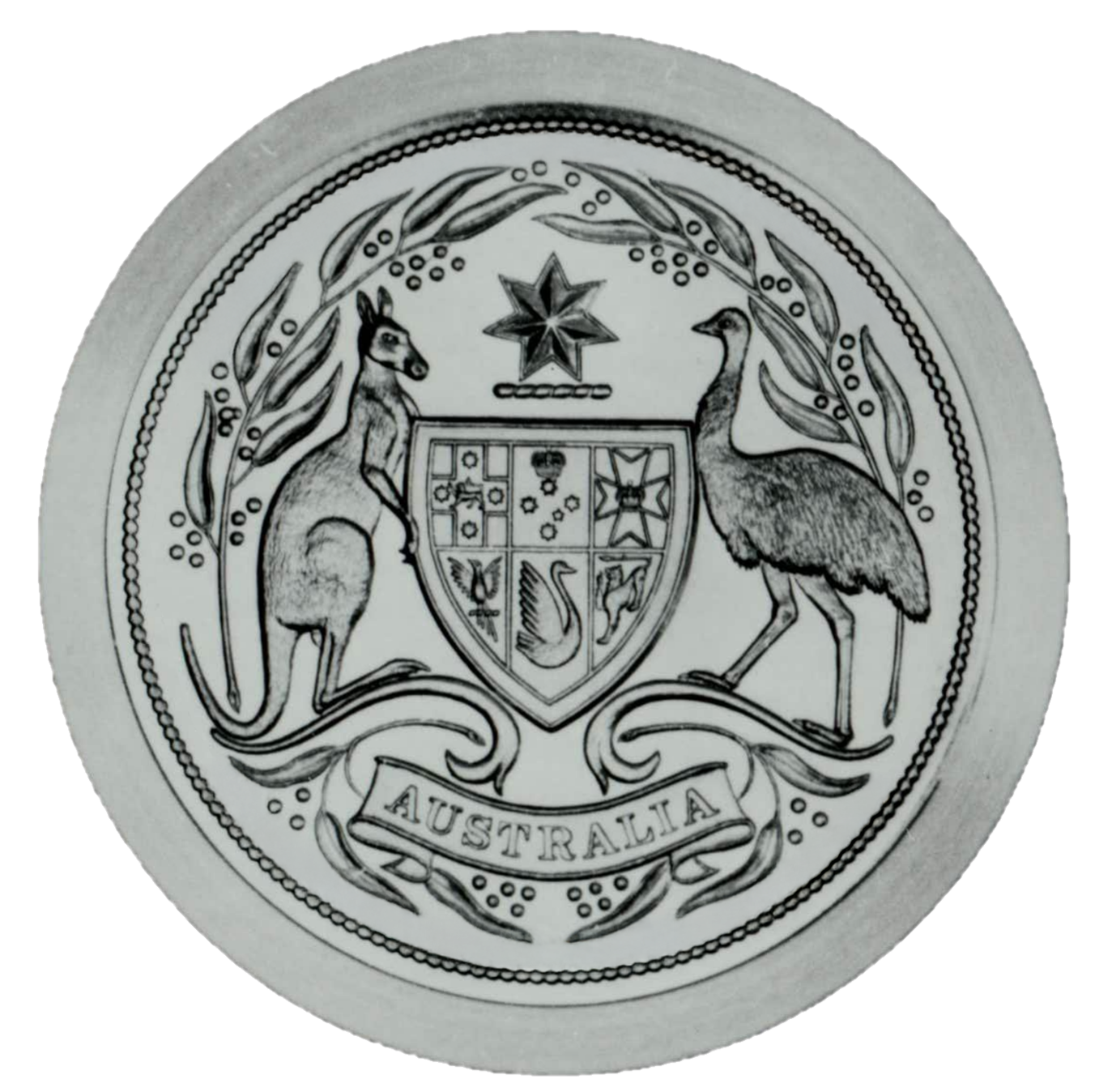
Большая печать (генерал-губернатора) Австралии

Королевский штандарт Австралийского Союза

С момента подписания Конституции Австралии в 1900 году, суверенитет Короны был разделён в равной степени между федеральным правительством Австралийского Союза и правительствами шести австралийских штатов, поскольку каждый из этих уровней власти, вплоть до подписания Вестминстерского статута 1931 года (а штаты — и после него), напрямую подчинялся британской Короне в лице британского монарха, а позже — в лице Королевы Австралии. В каждом австралийском штате Корона представлена должностью губернатора или премьер-министра. Их функции в отношении соответствующего штата аналогичны функциям, возложенным на Генерал-губернатора в отношении федерального правительства Австралийского Союза, однако, губернаторы независимы в своих местных полномочиях от Генерал-губернатора, в свою очередь, представляющего Корону на федеральном уровне.

## Шотландская корона

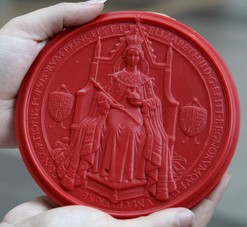
Большая печать Шотландии

Деталь королевского герба Шотландии

В соответствии с теорией конституционного права, существование отдельной, в юридическом плане, Короны не требует наличия полного государственного суверенитета (как, например, это было в ситуации с доминионами Великобритании). В правовом смысле Корона постоянна и непрерывна во времени, а также неизменна с самого начала своей инкорпорации, в том числе, как Корона в Королевстве Шотландия. Данный принцип широко признаётся при трактовании судами норм общего права, относящихся к конституционным вопросам в различных юрисдикциях Великобритании (см.: право Шотландии, английское право, право Северной Ирландии). Так, в 1953 году, при рассмотрении судебного дела «МакКормик против Генерального прокурора Шотландии» (оспаривающего право Елизаветы II носить такой титул в Шотландии), главный судья-лорд Высшего уголовного суда Шотландии, лорд Купер Куросский, дал попутную оценку дела, в которой заявил, что «принцип неограниченного суверенитета парламента является принципом исключительно английским и не имеет аналога в конституционном праве Шотландии». Он также отметил, что суверенитет британского парламента не может распространяться в отношении правовых норм и обычаев, сложившихся до Актов об Унии. Поскольку до момента образования Королевства Великобритания суверенитет шотландской короны основывался на принципе народной демократии (см., например: Арбротская декларация; Акт о наличии права 1689 года), а не власти парламента (как в королевстве Англия), то, в настоящее время, шотландская Корона, — во внутренних правовых отношениях, — продолжает пользоваться правовым статусом, отличным от британской короны. Однако, несмотря на то, что, в рамках деволюции, с 1999 года Парламент Шотландии обладает верховной законодательной властью на её территории, две британские короны, начиная с 1603 года, остаются унифицированными в лице единого Британского монарха. Во всех вопросах, касающихся управления Шотландией (которые находятся в ведении Шотландского парламента), право советa британскому монарху принадлежит только первому министру Шотландии (и министрам его/её кабинета), являющемуся членом Тайного совета монарха (для Шотландии). Первый министр Шотландии также является официальным хранителем Большой печати Шотландии.

Принцип неограниченного суверенитета парламента является принципом исключительно английским и не имеет аналога в конституционном праве Шотландии.— Лорд Купер Куросский, главный судья-лорд Высшего уголовного суда Шотландии (попутная оценка дела MacCormick v Lord Advocate 1953, SC 396 at p 411)
В историческом плане, двойственность правового статуса короны Великобритании в Шотландии (и шотландской короны в Великобритании) наглядно отображена в двух различных стилях британского королевского герба, олицетворяющих правопреемство Соединенного Королевства перед Королевством Великобритания, а также Королевством Англия и шотландским королевством. Таким образом, с момента заключения Договора об Унии в 1706 году, Шотландия и Англия обладают ограниченным суверенитетом (в лице соответствующей Короны), который они разделяют в рамках неписаной конституции Соединённого Королевства Великобритании. В статье 99 Акта о Шотландии 1998 года приводится пример различия двух Корон в сферах договоров и правоотношений собственности, где Парламент Шотландии обладает инкорпорированным в праве статусом.

## Корона Уэльса

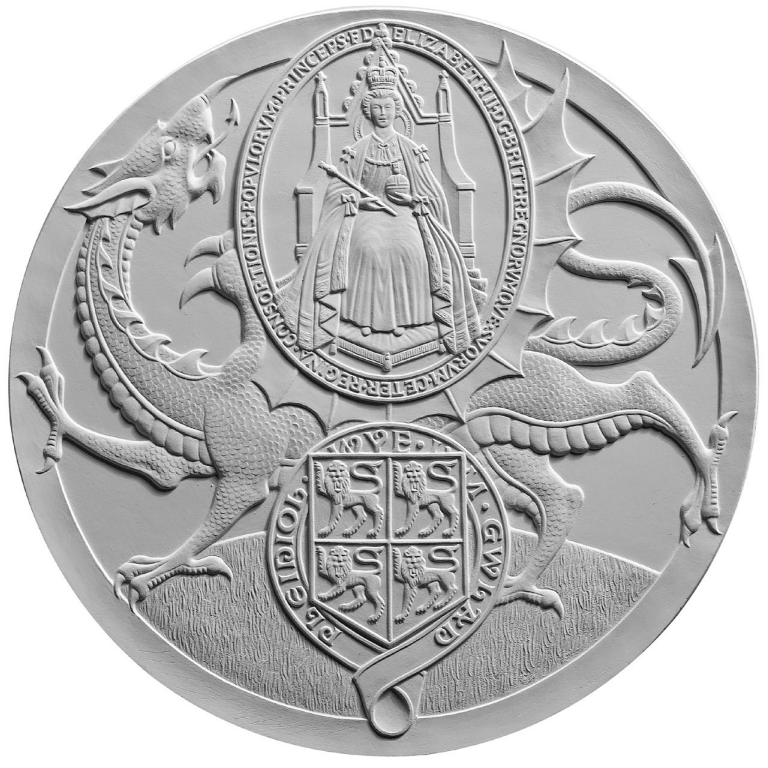
Большая печать Уэльса

Королевский знак Уэльса (с 2008 г.)

В соответствии с законами о деволюции 1998, 2006, 2014 годов, а также закона об актах Парламента Уэльса 2020 г., Национальная ассамблея Уэльса является корпоративным органом, объединяющим в себе исполнительную и законодательную власть. Первая представлена Комиссией, инкорпорированной в праве Короны для целей обеспечения функционирования парламента Уэльса, а также исполнения ряда законодательных актов в различных сферах. Правительство Уэльса, созданное по закону 2006 года, также имеет статус корпорации и является органом государственной власти Уэльса в праве Короны. В рамках своих делегированных полномочий оно осуществляет государственное управление на основе патентов аффилированных (дочерних) и подконтрольных ему исполнительных агентств. Данная модель инкорпорированного (в праве Короны) государственного управления обуславливалась тем, что Уэльс был поглощен Англией и долгое время не имел отличных от английской системы властных органов, а так же прецедента самостоятельного средневекового парламента (как в случае с Шотландией). С 1998 по 2006 год Законодательная Ассамблея являлась полностью инкорпорированным органом исполнительной власти, т.к. управление Уэльсом осуществлялось назначенным министром Короны (в Правительстве Великобритании) и подчиненными ему органами местных администраций. 